# Падуроју дин Вале (Арђеш)
Падуроју дин Вале (рум. Păduroiu din Vale) насеље је у Румунији у округу Арђеш у општини Појана Лакулуј. Oпштина се налази на надморској висини од 282 m.

## Становништво
Према подацима из 2002. године у насељу је живело 808 становника, од којих су сви румунске националности.